# Shuanglong, Pengshui
Shuanglong (kinesiska: 双龙) är en socken i sydvästra Kina. Den ligger i Pengshui härad i storstadsområdet Chongqing,  omkring 170 kilometer öster om det centrala stadsdistriktet Yuzhong. Antalet invånare är 3 620. Befolkningen består av 1 777 kvinnor och 1 843 män. Barn under 15 år utgör 24,0 %, vuxna 15-64 år 62 %, och äldre över 65 år 13,0 %.